# جی‌دی‌اس اتاگو (دی‌دی‌جی-۱۷۷)
جی‌دی‌اس اتاگو (دی‌دی‌جی-۱۷۷) (به انگلیسی: JDS Atago (DDG-177)) یک کشتی بود که طول آن ۵۶۰ فوت (۱۷۰ متر) بود. این کشتی در سال ۲۰۰۵ ساخته شد.